# Capparis micrantha
Capparis micrantha är en kaprisväxtart som beskrevs av Achille Richard. Capparis micrantha ingår i släktet Capparis och familjen kaprisväxter. Inga underarter finns listade i Catalogue of Life.